# Cycas seemannii
Cycas seemannii A.Braun, 1876 è una pianta appartenente alla famiglia delle Cycadaceae, diffusa nel Pacifico sud-occidentale.

L'epiteto specifico seemanni è dato in onore al naturalista ed editore tedesco Berthold Carl Seemann (1825-1871).

## Descrizione
È una cicade con fusto eretto, alto sino a 4(-10) m e con diametro di 10-20 cm.
Le foglie, pennate, lunghe 150-200 cm, sono disposte a corona all'apice del fusto e sono rette da un picciolo lungo 28-39 cm; ogni foglia è composta da 150-230 paia di foglioline lanceolate, con margine leggermente ricurvo, lunghe mediamente 18-29 cm, di colore verde scuro, inserite sul rachide con un angolo di 45-70°.
È una specie dioica con esemplari maschili che presentano microsporofilli disposti a formare strobili terminali di forma fusoidale, lunghi 35-50 cm e larghi 12-15 cm ed esemplari femminili con macrosporofilli che si trovano in gran numero nella parte sommitale del fusto, con l'aspetto di foglie pennate che racchiudono gli ovuli, in numero di 4-8.  
I semi sono grossolanamente ovoidali, lunghi 45-60 mm, ricoperti da un tegumento di colore arancio-marrone.

## Distribuzione e habitat
Questa specie è diffusa nelle isole Figi, a Vanuatu, nelle isole Tonga e in Nuova Caledonia.

Prospera sulle dune di sabbia calcarea lungo le spiagge o sulle formazioni di calcare corallino.

## Conservazione
La IUCN Red List classifica C. seemannii come specie vulnerabile.

La specie è inserita nella Appendice II della Convention on International Trade of Endangered Species (CITES)